# 마그다 루페스쿠
마그다 루페스쿠(러시아어: Magda Lupescu, 1899년 9월 15일 ~ 1977년 6월 29일)는 호엔촐레른지크마링겐의 카롤 왕자빈으로 알려졌으며, 후에 루마니아의 카롤 2세의 정부이자 아내였다.